# 稷曲之戰
稷曲之戰是發生於前484年齊國攻伐魯國的戰爭。
前484年春天，齊國為報復魯國參與吳、魯、邾、郯攻齊之戰，齊簡公派遣大夫國書、高無平統率齊軍攻打魯國，齊軍駐紮在清地。魯國三桓不和，執政的季康子任用謀臣冉求的建議，獨自出兵迎戰。齊軍進攻至魯國都城城郊與魯軍交戰。齊軍由稷曲向魯軍發動進攻，魯軍衝入齊軍陣中，由孟孺子率領的魯國右軍大敗，齊國將領田瓘、田庄率兵渡過泗水。魯國將領林不狃的部隊全被殺死。幸好由冉求率領的左軍砍殺了八十名齊國士卒，使齊軍無法整頓軍容，當晚便撤退了。冉求三次請求追擊齊軍，都被季康子拒絕。